# 대명률 (대한민국의 보물)
《대명률》(大明律)은 조선 초기에 간행된 책이다. 2016년 7월 1일 대한민국의 보물 제1906호로 지정되었으나 2025년 3월 10일 보물 지정해제가 결정되었다(후술).

## 개요
《대명률》은 14세기 말 명의 태조 주원장(1328~1398)이 수·당 시대의 율령을 참조하여 1368년에 반포한 범죄·형벌 관련 법전이다. 이후 《대명률》은 조선과 일본, 베트남 등 주변 나라 법제에 큰 영향을 미친 전범이 되었다. 특히 조선의 경우 500여 년 내내 국가의 대표 법전인 《경국대전》을 보조하는 형법으로 널리 활용되었다.
한국에 전해지는 《대명률》은 가로 15.5㎝, 세로 21.3㎝ 크기로 77장 154쪽에 총칙인 명례율(名例律)과 이율(吏律)·호율(戶律)·예율(禮律)·병률(兵律)·형률(刑律)·공률(工律)의 각 부문이 실렸다. 명 태조 홍무 연간에 《대명률》을 여러차례 수정해서 편찬했는데, 해당 《대명률》 판본은 3차 편찬 시기인 홍무 22년(1389년)본을 판각해 인쇄한 것으로 분석되고 있다. 중국에서도 홍무 30년(1397년) 판본이 가장 오래된 것으로, 국내 소장 《대명률》 판본이 세계 유일본이자 가장 오래된 판본이란 추정도 가능하게 된다.

## 발견 경위

### 보물 신청
2013년에 영천시를 통해 발견 신고 및 보물 지정 신청이 접수되기 전까지는 대명률을 '이두'로 번역한 해설본만 전해져 왔다. 그러던 것이 한문으로 쓰인 원본의 인쇄본이 처음 발견되어 문화유산 신청에까지 이르게 된 것이다. 신고자는 영천시에서 고경박물관이라는 사립박물관을 운영하고 있던 김모씨였다. 그는 2013년 경상북도와 문화재청에 입수 경위를 '가문 대대로 내려오던 보물'이라고 쓴 신청서를 제출했고, 언론에 《대명률》 판본의 발견 소식이 보도되었다.
경상북도 문화재위원회는 해당 《대명률》 판본에 대한 1년에 걸치는 심의를 거쳐 14세기 초 고려 말에서 조선 초기에 인쇄된 《대명률》의 원판본이 맞다고 판단, 보물 신청 대상으로 결정하였다. 그리고 2016년 7월 해당 《대명률》 판본은 보물 1906호로 지정되었다. 당시 국가유산청이 펴낸 《2015∼2016 국보·보물 지정 보고서》는 《대명률》을 두고 “조선시대 법률은 물론 조선 전기의 서지학 연구를 위한 소중한 자료”라고 밝혔다.

### 장물임이 발각되다
그런데 2016년 11월 경기북부지방경찰청에서 문화유산 절도범들을 대거 검거, 수사하는 과정에서 해당 대명률 판본이 도난문화재임이 제보되었다. 경위는 다음과 같다.
해당 《대명률》 판본은 원래 문화 류씨 집안이 조선 고종 15년(1878년) 경북 경주(慶州) 양북면 구길리 솔밭골에 지은 서당인 육신당(六愼堂)에 집안의 현판, 고서들과 함께 가보로 고이 보관되어 왔는데, 1998년 4월 4일에 도난당했다. 당시 류씨 집안 사람들은 도난 유물 81건 235점에 대한 도난 신고를 했고, 《대명률》 등도 《성재문집》 등 도난 고서 235점에 포함되어 2011년 국가유산청 누리집 도난신고품 검색 목록에 올랐다.
이때 도난당한 《대명률》이 2012년 장물아비를 통해 1,500만 원에 영천시의 사설 박물관의 관장(즉 처음 《대명률》의 보물 신청을 했던) 김모 씨 부자가 구매, 입수하였다. 대명률 판본이 보물로 지정되고 넉 달 뒤인 11월 경기북부지방경찰청에서 문화유산 절도범들을 대거 검거했는데, 여기에 《대명률》을 넘긴 장물아비가 끼어 있었던 것이다. 그는 앞서 김씨로부터 1,500만원을 받고 《대명률》을 팔아 넘기면서 "보물 지정이 되면 1천만원을 더 주겠다"는 약속을 받고 《대명률》을 넘겼는데, 김씨가 약속을 이행하지 않자 불만을 품고 있다가 체포된 뒤에 이를 경찰에 털어 놓은 것으로 전해졌다.
김씨는 문화재보호법(현 문화유산의 보존 및 활용에 관한 법률) 위반 혐의로 재판에 넘겨졌다. 1심은 “문화재에 관해 국내법은 물론 각종 국제협약들도 특별한 법률적 지위와 보호가치를 인정하고 있는데, A씨 등의 행위는 문화재의 역사적·문화적 가치에 관한 판단을 방해함은 물론 국민들의 올바른 역사 인식을 심각하게 저해할 위험이 있다는 것을 염두에 둬야 한다”며 김씨 부자에게 각각 징역 5년과 징역 3년을 선고했다. 2심 역시 1심의 판단을 유지했지만, 허위로 문화재를 위조해 지정 신청을 한 것은 아니고, 해당 《대명률》 판본을 큰 훼손 없이 위탁 보관해 온 점이 감안되어 징역 5년에서 3년으로 줄었다. 그리고 2022년 4월 대법원 1부(주심 박정화 대법관)에서 징역 3년의 실형이 확정되었다. 함께 기소된 김씨의 아들 역시 징역 2년 6개월에 집행유예 4년이 확정되었다.
문화유산위원회는 2025년 2월 14일 산하 동산분과위원 회의를 열어 대명률의 보물 지정을 취소하기 위한 행정처분안을 가결하고, 3월 10일 국가유산청 누리집에 회의록을 공개했다. 2016년 7월 보물로 지정된 뒤 9년 만이다.
1996년 별황자총통이 조선 전기의 무기 유물이라 하여 국보로 지정되었다가 이후 가짜임이 드러나 해제된 경우처럼 국보나 보물의 가치가 지정 이후 떨어졌다고 판단되면 지정 해제되는 경우가 있었으나, 지정 과정에서의 문제로 국보나 보물 지정을 취소한 경우는 이번이 처음이다. 이는 해당 《대명률》 판본의 보물 지정 당시 '중대한 하자'가 있었다는 법원의 판단 및 위법하거나 부당한 처분을 취소할 수 있도록 한 대한민국 행정기본법을 근거로 한다. 계획 공고 후 30일 이내 별다른 이의 제기가 없으면 해당 《대명률》 판본은 보물의 지위를 잃게 된다.
이미 2011년에 도난 문화재 신고를 접수했고 누리집에도 관련 정보가 등재되었음에도 문화재청이 사전에 도난 문화재임을 인지하지 못하고 보물 등재부터 이후 해제에 이르게 된 것에 대해서 “사진 등의 기록이 부족한 상황에서 유물의 출처를 명확히 확인하기 어려웠다”며 “이번 취소가 첫 사례인 만큼 법률 검토와 전문가 자문을 거쳐 행정 처리를 진행했다”고 밝혔다. 또한 대법원 판결 이후 보물 지정 취소까지 3년이 걸린 데 대해 국가유산청은 "지정 취소에 대한 법률, 전문가 검토 등 행정 절차에 시간이 필요했다"며 "원소유주가 사망하면서 적법한 상속권리자가 누구인지 확인 중"이라고 밝혔다.

## 같이 보기
- 대명률
- 형법